# Jack Underman
John O. Underman, detto Jack (Elyria, 17 agosto 1925 – Elyria, 23 ottobre 1969), è stato un cestista statunitense.

## Carriera
Fu un giocatore di college di alto livello negli anni quaranta. Militò per tre stagioni nei Buckeyes della Ohio State University, venendo eletto miglior giocatore della squadra nel 1947 e conquistando il riconoscimento di miglior centro della Big Ten Conference nel 1946. Il suo valore fu confermato dal Draft BAA 1947, in cui venne selezionato come 7ª scelta assoluta dai St. Louis Bombers. Tuttavia Underman preferì non proseguire la carriera cestistica, intraprendendo quella di dentista.
Morì prematuramente a causa di un incidente stradale a 44 anni.